# قمة جبل

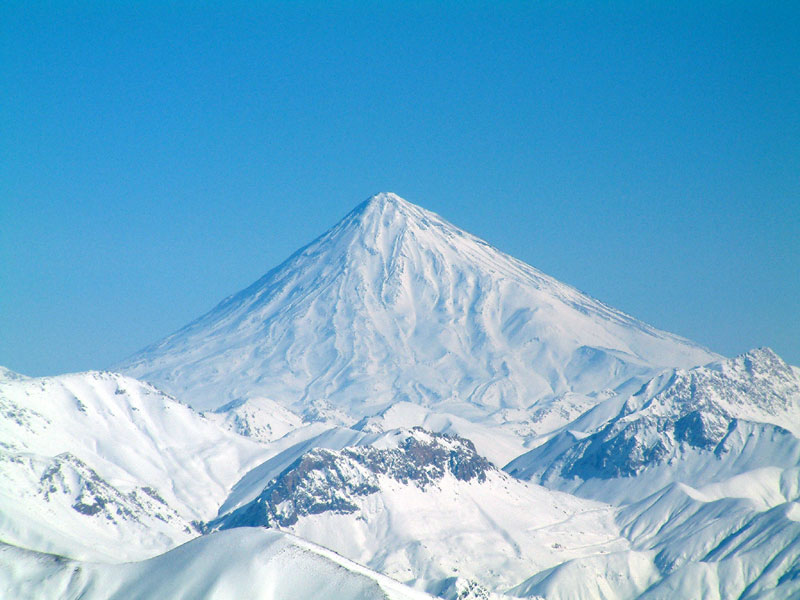
فصل الشتاء في قمة جبل دماوند في إيران

قمة الجبل في علم الطبوغرافيا هي أعلى نقطة ارتفاعا من أي نقطة أخرى متاخمة لها مباشرة. رياضيا فإن القمة هي أقصى ارتفاع على نطاق الجبل. المصطلحات الطبوغرافية التالية: ذروة، أوج، رأس، قمة، والسمت هي مصطلحات مرادفة.
مصطلح قمة يستخدم فقط بالإشارة إلى قمة الجبل ويكون معها كمية كبيرة من البروزات الطبوغرافية أو المنفصلة ذات الشكل الطبوغرافي (وهي المسافة من أقرب نقطة تفصلها عن الارتفاع العالي)، فمثلا: لا تعتبر الجلاميد الصخرية القريبة من القمة الرئيسية للجبل جزءا من القمة. وتسمى القمم القريبة من القمة الذروة، ويكون بها نتوء أو منفصلة، ولكن لا تصل إلى القيمة القطعية لتلك القمة: فإنها تسمى قمم فرعية أو قمم صغرى للقمة الرئيسية، وهي تعتبر جزءا من نفس الجبل. القمة الهرمية هي شكل مضخم ناتج من تآكل الثلج لقمة الجبل.